# Tarsos
Tarsos este un oraș din provincia Mersin, în sudul Turciei, la 51,4 km vest de Adana. Are aproximativ 187.000 locuitori. Este un centru industrial și o piață agricolă pentru bumbac. Turismul este o parte importantă a economiei locale. Numele antic al orașului este Tars, fiind orașul de origine al Apostolului Pavel. E un vechi centru al culturii arabe.